# Moanes Dabour
Moanes Dabour (en hébreu : מואנס דאבור ; et arabe : مؤنس دبور), dit Munas Dabbur, né le 14 mai 1992 à Nazareth (Israël), est un footballeur international israélien, qui joue au poste d'attaquant au sein du Shabab Al-Ahli.

## Biographie

### Carrière professionnelle

#### Maccabi Tel-Aviv (2010-2014)
Le 21 août 2011, Dabour est pour la première fois titulaire en championnat face à l'Hapoël Petah-Tikva (victoire 1-3 à l'extérieur).

#### Grasshopper Zurich (2014-2016)
Le 5 février 2014, Dabour signe au Grasshopper Zurich.
Avec le GCZ, il inscrit 19 buts en première division suisse lors de la saison 2015-2016, ce qui fait de lui le meilleur buteur du championnat.

#### Red Bull Salzbourg (2016-2019)
Le 13 mai 2016, Dabour rejoint le Red Bull Salzbourg.
Le 23 juillet 2016, il joue son premier match avec le Red Bull Salzbourg face au Sturm Graz (défaite 3-1).
Il participe avec cette équipe à la Ligue des champions et à la Ligue Europa. En Ligue Europa, il inscrit un but contre le club russe du FK Krasnodar en novembre 2016.

#### Prêt et retour au Grasshopper (2017)
En février 2017, il revient au Grasshopper sous forme de prêt. Il aura alors le brassard de capitaine.

#### Séville FC (2019-2020)
Le 17 janvier 2019, il signe un pré-contrat avec le Séville FC pour 4 ans, il arrivera en juillet 2019.

#### Hoffenheim (2020-2023)
À peine six mois après son arrivée en Andalousie, il part à Hoffenheim puisqu'il est barré par les prestations de Luuk de Jong. On parle d'une indemnité de transfert de 12 millions d'euros. Le 5 février 2020, il marque un doublé contre le Bayern Munich en coupe d'Allemagne.

### Carrière en sélection
Moanes Dabour est sélectionné avec les moins de 19 ans puis avec les espoirs.
Avec les espoirs, il participe au championnat d'Europe espoirs en 2013. Lors de cette compétition, il joue deux matchs : contre la Norvège, et l'Angleterre.
Le 14 octobre 2012, il marque un doublé contre les espoirs belges. Par la suite, le 8 septembre 2013, il inscrit un doublé contre l'équipe d'Azerbaïdjan. Enfin, le 15 novembre 2013, il est l'auteur d'un triplé contre les espoirs norvégiens.
En mai 2014, Dabour est appelé en équipe d'Israël par le sélectionneur national Eli Guttman afin de jouer deux matchs amicaux contre le Mexique et le Honduras. Il réalise ses débuts contre le Honduras lors d'une victoire 4-2 le 1er juin 2014. 
Il inscrit son premier but en équipe d'Israël le 3 septembre 2015 contre Andorre, lors d'une victoire 4-0 rentrant dans le cadre des éliminatoires de l'Euro 2016.

## Statistiques
| Saison                | Club                      | Championnat            | Championnat | Championnat | Coupe nationale | Coupe nationale | Coupe de la Ligue | Coupe de la Ligue | Supercoupe | Supercoupe | Compétition(s) continentale(s) | Compétition(s) continentale(s) | Compétition(s) continentale(s) | Total | Total |
| Saison                | Club                      | Division               | M.          | B.          | M.              | B.              | M.                | B.                | M.         | B.         | Comp.                          | M.                             | B.                             | M.    | B.    |
| 2009-2010             | Maccabi Ahi Nazareth      | Israeli Premier League | 5           | 0           | -               | -               | -                 | -                 | -          | -          | -                              | -                              | -                              | 5     | 0     |
| Sous-total            | Sous-total                | Sous-total             | 5           | 0           | -               | -               | -                 | -                 | -          | -          | -                              | -                              | -                              | 5     | 0     |
| 2011-2012             | Maccabi Tel Aviv          | Israeli Premier League | 26          | 8           | 1               | 0               | 2                 | 1                 | -          | -          | C3                             | 7                              | 1                              | 36    | 10    |
| 2012-2013             | Maccabi Tel Aviv          | Israeli Premier League | 26          | 10          | 1               | 0               | 5                 | 0                 | -          | -          | -                              | -                              | -                              | 32    | 10    |
| 2013-2014             | Maccabi Tel Aviv          | Israeli Premier League | 14          | 4           | 1               | 0               | -                 | -                 | -          | -          | C3                             | 5                              | 0                              | 20    | 4     |
| Sous-total            | Sous-total                | Sous-total             | 66          | 22          | 3               | 0               | 7                 | 1                 | -          | -          | -                              | 12                             | 1                              | 88    | 24    |
| 2013-2014             | Grasshopper Zurich        | Super League           | 15          | 9           | -               | -               | -                 | -                 | -          | -          | -                              | -                              | -                              | 15    | 9     |
| 2014-2015             | Grasshopper Zurich        | Super League           | 32          | 13          | 4               | 5               | -                 | -                 | -          | -          | C1+C3                          | 2+2                            | 0+0                            | 40    | 18    |
| 2015-2016             | Grasshopper Zurich        | Super League           | 35          | 19          | 2               | 3               | -                 | -                 | -          | -          | -                              | -                              | -                              | 37    | 22    |
| Sous-total            | Sous-total                | Sous-total             | 82          | 41          | 6               | 7               | -                 | -                 | -          | -          | -                              | 4                              | 0                              | 92    | 48    |
| 2016-2017             | Red Bull Salzbourg        | Bundesliga             | 15          | 2           | 2               | 3               | -                 | -                 | -          | -          | C1+C3                          | 4+4                            | 0+1                            | 25    | 6     |
| 2017-2018             | Red Bull Salzbourg        | Bundesliga             | 32          | 22          | 2               | 0               | -                 | -                 | -          | -          | C1+C3                          | 4+16                           | 0+7                            | 54    | 29    |
| 2018-2019             | Red Bull Salzbourg        | Bundesliga             | 29          | 20          | 5               | 5               | -                 | -                 | -          | -          | C1+C3                          | 4+10                           | 4+8                            | 48    | 37    |
| Sous-total            | Sous-total                | Sous-total             | 76          | 44          | 10              | 8               | -                 | -                 | -          | -          | -                              | 42                             | 20                             | 128   | 72    |
| 2016-2017             | Grasshopper Zurich (prêt) | Super League           | 13          | 7           | -               | -               | -                 | -                 | -          | -          | -                              | -                              | -                              | 13    | 7     |
| Sous-total            | Sous-total                | Sous-total             | 13          | 7           | -               | -               | -                 | -                 | -          | -          | -                              | -                              | -                              | 13    | 7     |
| 2019-2020             | Séville FC                | Liga                   | 2           | 0           | 1               | 0               | -                 | -                 | -          | -          | C3                             | 6                              | 3                              | 9     | 3     |
| Sous-total            | Sous-total                | Sous-total             | 2           | 0           | 1               | 0               | -                 | -                 | -          | -          | -                              | 6                              | 3                              | 9     | 3     |
| 2019-2020             | TSG 1899 Hoffenheim       | Bundesliga             | 14          | 4           | 1               | 2               | -                 | -                 | -          | -          | -                              | -                              | -                              | 15    | 6     |
| 2020-2021             | TSG 1899 Hoffenheim       | Bundesliga             | 20          | 4           | 1               | 0               | -                 | -                 | -          | -          | C3                             | 7                              | 5                              | 28    | 9     |
| 2021-2022             | TSG 1899 Hoffenheim       | Bundesliga             | 27          | 3           | 3               | 2               | -                 | -                 | -          | -          | -                              | -                              | -                              | 30    | 5     |
| 2022-2023             | TSG 1899 Hoffenheim       | Bundesliga             | 21          | 5           | 3               | 2               | -                 | -                 | -          | -          | -                              | -                              | -                              | 24    | 7     |
| Sous-total            | Sous-total                | Sous-total             | 84          | 16          | 8               | 6               | -                 | -                 | -          | -          | -                              | 7                              | 5                              | 99    | 27    |
| Total sur la carrière | Total sur la carrière     | Total sur la carrière  | 328         | 130         | 26              | 20              | 7                 | 1                 | -          | -          | -                              | 71                             | 29                             | 432   | 180   |

## Palmarès

### En club
Red Bull Salzbourg
- Bundesliga
  - Champion : 2017, 2018 et 2019
- Coupe d'Autriche
  - Vainqueur : 2019

### Distinctions individuelles
- Meilleur buteur du Championnat d'Autriche en 2018 (22 buts) et en 2019 (20 buts).